# 稲岡耕二
稲岡 耕二（いなおか こうじ、1929年4月12日 - 2021年5月30日）は、日本文学者（万葉学者）。古代文学専攻。文学博士（論文博士・1985年）（学位論文「萬葉表記論 」）。東京大学名誉教授。

## 来歴・人物
東京府北豊島郡滝野川町（現・東京都北区滝野川）に生まれる。旧姓和田。第一高等学校卒業、東京大学国文学科から大学院へ進学。1956年、稲岡良子と結婚、稲岡姓となる。高校教師を経て、1963年、武庫川女子大学専任講師、1965年4月1日助教授。同15日退職し、翌日から山口大学専任講師。これは辞表が受理されず、五味智英の指示により内容証明つきで送付したため。1966年、助教授。1967年、東京大学教養学部助教授、1975年、教授。1985年、文学博士の学位を取得、論文の題は「萬葉表記論 」。 1990年、定年退官。上智大学教授、2000年退職。
『万葉集』が専門。主に『万葉表記論』などの著作において、いわゆる「柿本人麻呂歌集」に見られる特殊な用字法を、国語表記史上の問題として論じた学説などによって知られる。

## 著書

### 単著
- 萬葉表記論　塙書房、1976
- 鑑賞日本の古典 万葉集　尚学図書、1980
- 万葉集の作品と方法　岩波書店、1985
- 王朝の歌人　柿本人麻呂　集英社、1985
- 人麻呂の表現世界　岩波書店、1991
- 山上憶良（人物叢書）　吉川弘文館、2010、オンデマンド版　ISBN　9784642752596
- 人麻呂の工房　塙書房、2011

### 校注
- 萬葉集全注 巻第2　有斐閣、1985
- 萬葉集（校注古典叢書）1　明治書院、1986
- 続日本紀（新日本古典文学大系）1〜5　岩波書店、1989～1998（共編）
- 萬葉集全注 巻第11　有斐閣、1998
- 萬葉集（和歌文学大系）1〜4　明治書院、1997～2015